# El Peñón (Cundinamarca)
El Peñón è un comune della Colombia facente parte del dipartimento di Cundinamarca.
Il centro abitato venne fondato da Cayetano María de Rojas nel 1800, mentre l'istituzione del comune è del 20 ottobre 1856.